# Sarvan (ort i Azerbajdzjan)
Sarvan är en ort i Azerbajdzjan.   Den ligger i distriktet Saljan, i den sydöstra delen av landet, 130 km sydväst om huvudstaden Baku. Antalet invånare är 2 508.
Terrängen runt Sarvan är mycket platt. Närmaste större samhälle är Salyan, 14,7 km nordost om Sarvan.
Trakten runt Sarvan består till största delen av jordbruksmark. Runt Sarvan är det ganska glesbefolkat, med 48 invånare per kvadratkilometer.